# El Hangar (Burgos)
El Centro de Creación Musical Andén 56 es un espacio destinado a sala de ensayos para grupos musicales locales y a conciertos de música, situado en Burgos (Castilla y León, España). Está ubicado en el depósito de locomotoras de la antigua Estación de Ferrocarril, en la calle San Pedro y San Felices 56, junto al Bulevar. 
Inaugurado en 2009, ha logrado situarse como centro de referencia del panorama musical en directo de Castilla y León y el norte de España. Cuenta con su propio sello musical, y ofrece contenido musical muy variado, que va desde el rock hasta la música electrónica.

## El edificio
Coincidiendo con la unificación de las estaciones colindantes, Burgos-Avenida (Compañía de Ferrocarriles del Norte) y Burgos-San Zoles (Compañía del Santander-Mediterráneo), en la década de 1950 se construyó un nuevo depósito de locomotoras, siendo su elemento más importante el cocherón conocido hoy día como «El Hangar». Ya en el siglo XXI, tanto el depósito de locomotoras como el entorno fueron rehabilitados y reformados, procediendo a la inauguración de «El Hangar» actual en 2009. Como complemento al edificio, se ha mantenido una rotonda para distribución, partes de raíl, una plataforma, los postes de catenaria y se ha señalizado el trazado de las vías. Alrededor se ha construido un parque con motivos ferroviarios.